# روائي تركي إراد
روعي تشيكي إراد (بالعبرية: רועי צ'יקי ארד‏) شاعر وموسيقي إسرائيلي شاب، ولد عام 1977. وأحد محرري دورية معيان الشعرية. يكتب الشعر السياسي وغير السياسي وحرر ونشر بأنتولوجيا «أدوماه» أي «حمراء» للشعر اليساري، وأنتولوجيا «لاتسيت» أي «اخرجوا»، التي نشرت في بداية العام الحالي للاحتجاج ضد الحرب الإسرائيلية على غزة. أصدر عام 2000 ديوان «الزنجي»، وعام 2003 ديوان «أيروبيك».

## وصلات خارجية
- روائي تركي إراد على موقع ميوزك برينز (الإنجليزية)
- روائي تركي إراد على موقع ميوزك برينز (الإنجليزية)
- روائي تركي إراد على موقع ديسكوغز (الإنجليزية)
- رسالة إلى الشعب المصري
- لعبة الغرب، هآرتس
- المرأة التي استطاعت النظر في أعينهم